# 영천시

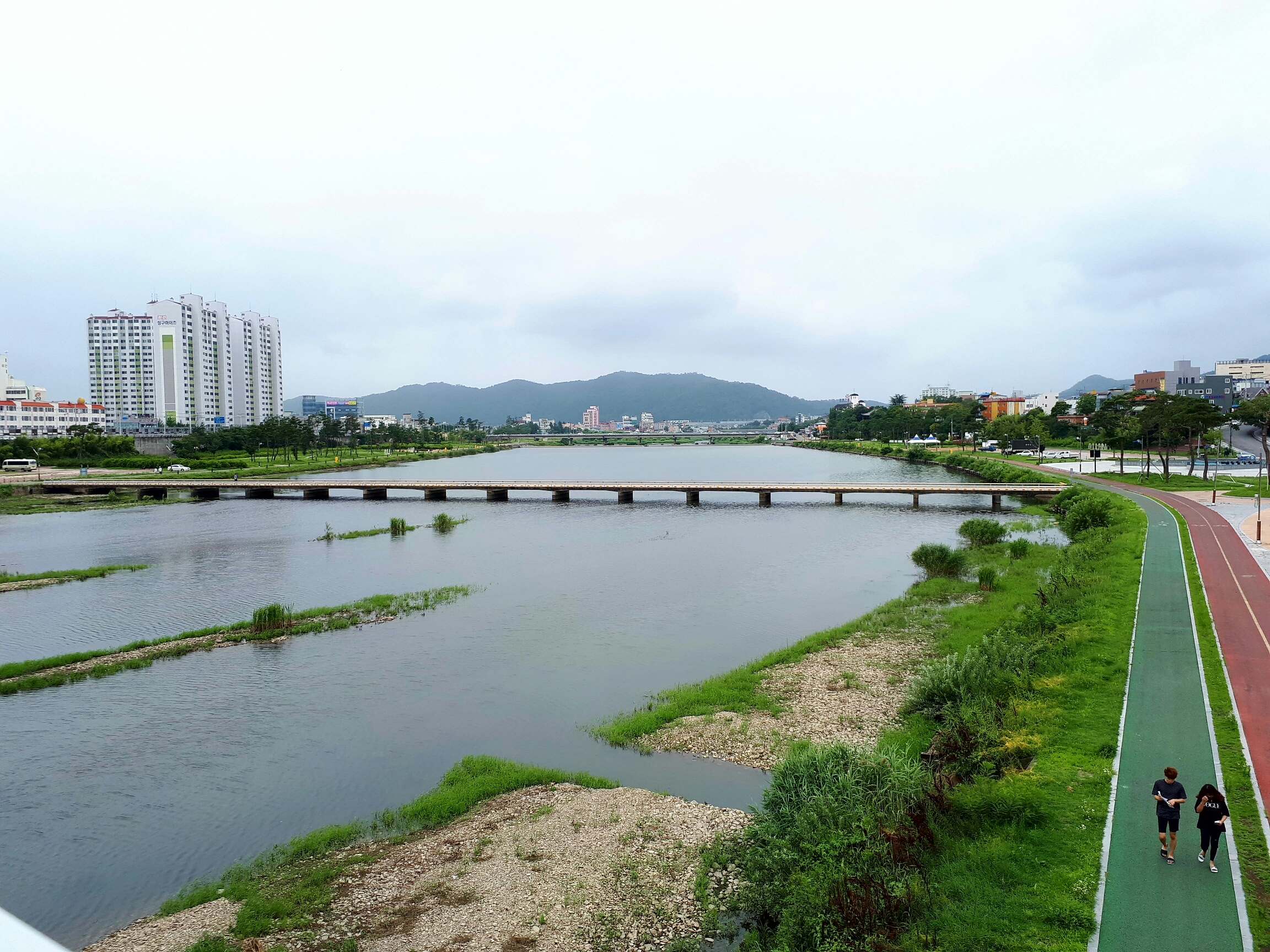
영천시내 일원을 중심으로 흐르는 지류인 금호강의 모습

영천시(永川市)는 대한민국 경상북도 남동부에 있는 시이다.

## 역사
- 삼한시대 부족국가 골벌국(骨伐小國)이 형성되었다.
- 신라시대 절야화군(切也火郡)으로 칭하였다.
- 757년 (신라 경덕왕 16년) 임고군(臨皐郡)으로 개칭하고, 양주(현 양산시)에 속했다. 영현으로 도동현(道同縣), 임천현(臨川縣), 장진현(長鎭縣), 신령현(新寧縣), 맹백현(黽白縣)을 관할하였다.
- 925년 (신라 경애왕 2년) 고울부(高鬱府)로 개칭하고, 도동현, 임천현, 맹백현, 이지현(梨旨縣)을 관할하였다.
- 940년 (고려 태조 23년) 도동현·임천현을 병합하고 영주군으로 개칭하였다.
- 995년 (고려 성종 14년) 자사(刺史)를 두었다.
- 1018년 (고려 현종 9년) 경주대도호부(현 경주시)의 속현으로 병합되었다.
- 1172년 (고려 명종 2년) 감무(監務)를 두면서 독립하였다.
- 1383년 (고려 우왕 9년) 영주(永州)로 승격하고, 지주사(知州事)를 두었다.
- 1414년 (조선 태종 14년) 영천군(永川郡)으로 개칭하고, 지군사(知郡事)를 두었다.
- 1467년 (조선 세조 12년) 군수를 두었다.
- 1522년 (조선 중종 17년) 영천현(永川縣)으로 강등되었다.
- 1533년 (조선 중종 28년) 영천군으로 환원되었다.
- 1895년 6월 23일 (조선 고종 32년 음력 윤 5월 1일) 대구부 영천군으로 개편되었다.[3]
- 1896년 (건양 원년) 8월 4일 경상북도 영천군으로 개편되었다.[4]
- 1900년 이후의 행정 구역 개편은 영천시의 행정 구역#역사를 참조

## 지리

### 위치
영천시는 서울에서 동남쪽으로 350 km 지점에 위치하고, 경상북도의 동남부에 자리잡고 있으며, 동쪽은 경주시와 포항시, 서쪽은 경산시와 대구광역시, 남쪽은 청도군, 북쪽은 청송군과 군위군이 접하고 있는 경북의 중추적인 역할을 하고 있는 도시이다.
영천시의 면적은 920.29 km2로 경상북도의 4.8%를 차지하고 있으며, 이중 임야 69%, 경지 18%, 기타 13%로 구성되어 있다. 중앙선과 대구선 철도가 동서로 뻗쳐 있고 경부고속도로, 국도, 지방도 등이 통과하고 있는 4통 5달의 교통 요충지이다. 태백산맥의 지류인 보현산과 서쪽으로 팔공산, 동쪽으로 운주산이 둘러싸고 있으며, 남천(자호천, 고경천)과 북천(신녕천, 고현천)이 합류하여 금호강 상류를 형성하고 있다.

### 기후
| 영천기상관측소 (영천시 망정동, 해발 96.12m)의 기후      | 영천기상관측소 (영천시 망정동, 해발 96.12m)의 기후 | 영천기상관측소 (영천시 망정동, 해발 96.12m)의 기후 | 영천기상관측소 (영천시 망정동, 해발 96.12m)의 기후 | 영천기상관측소 (영천시 망정동, 해발 96.12m)의 기후 | 영천기상관측소 (영천시 망정동, 해발 96.12m)의 기후 | 영천기상관측소 (영천시 망정동, 해발 96.12m)의 기후 | 영천기상관측소 (영천시 망정동, 해발 96.12m)의 기후 | 영천기상관측소 (영천시 망정동, 해발 96.12m)의 기후 | 영천기상관측소 (영천시 망정동, 해발 96.12m)의 기후 | 영천기상관측소 (영천시 망정동, 해발 96.12m)의 기후 | 영천기상관측소 (영천시 망정동, 해발 96.12m)의 기후 | 영천기상관측소 (영천시 망정동, 해발 96.12m)의 기후 | 영천기상관측소 (영천시 망정동, 해발 96.12m)의 기후 |
| 월                                                      | 1월                                                | 2월                                                | 3월                                                | 4월                                                | 5월                                                | 6월                                                | 7월                                                | 8월                                                | 9월                                                | 10월                                               | 11월                                               | 12월                                               | 연간                                               |
| ------------------------------------------------------- | -------------------------------------------------- | -------------------------------------------------- | -------------------------------------------------- | -------------------------------------------------- | -------------------------------------------------- | -------------------------------------------------- | -------------------------------------------------- | -------------------------------------------------- | -------------------------------------------------- | -------------------------------------------------- | -------------------------------------------------- | -------------------------------------------------- | -------------------------------------------------- |
| 역대 최고 기온 °C (°F)                                  | 15.7 (60.3)                                        | 23.6 (74.5)                                        | 26.6 (79.9)                                        | 32.0 (89.6)                                        | 36.3 (97.3)                                        | 37.3 (99.1)                                        | 39.4 (102.9)                                       | 39.6 (103.3)                                       | 36.6 (97.9)                                        | 30.5 (86.9)                                        | 26.1 (79.0)                                        | 19.4 (66.9)                                        | 39.6 (103.3)                                       |
| 일평균 최고 기온 °C (°F)                                | 5.5 (41.9)                                         | 8.3 (46.9)                                         | 13.6 (56.5)                                        | 19.9 (67.8)                                        | 24.9 (76.8)                                        | 27.6 (81.7)                                        | 29.9 (85.8)                                        | 30.5 (86.9)                                        | 26.2 (79.2)                                        | 21.5 (70.7)                                        | 14.6 (58.3)                                        | 7.5 (45.5)                                         | 19.2 (66.6)                                        |
| 일일 평균 기온 °C (°F)                                  | −0.5 (31.1)                                        | 1.7 (35.1)                                         | 6.6 (43.9)                                         | 12.7 (54.9)                                        | 17.8 (64.0)                                        | 21.7 (71.1)                                        | 25.0 (77.0)                                        | 25.3 (77.5)                                        | 20.4 (68.7)                                        | 14.1 (57.4)                                        | 7.3 (45.1)                                         | 1.1 (34.0)                                         | 12.8 (55.0)                                        |
| 일평균 최저 기온 °C (°F)                                | −5.9 (21.4)                                        | −4.2 (24.4)                                        | 0.0 (32.0)                                         | 5.3 (41.5)                                         | 10.8 (51.4)                                        | 16.3 (61.3)                                        | 21.0 (69.8)                                        | 21.2 (70.2)                                        | 15.5 (59.9)                                        | 7.9 (46.2)                                         | 1.1 (34.0)                                         | −4.4 (24.1)                                        | 7.1 (44.8)                                         |
| 역대 최저 기온 °C (°F)                                  | −20.5 (−4.9)                                       | −16.0 (3.2)                                        | −10.2 (13.6)                                       | −5.9 (21.4)                                        | 1.1 (34.0)                                         | 5.5 (41.9)                                         | 11.5 (52.7)                                        | 11.7 (53.1)                                        | 4.5 (40.1)                                         | −4.0 (24.8)                                        | −9.8 (14.4)                                        | −14.6 (5.7)                                        | −20.5 (−4.9)                                       |
| 평균 강수량 mm (인치)                                   | 22.1 (0.87)                                        | 26.0 (1.02)                                        | 50.0 (1.97)                                        | 76.4 (3.01)                                        | 85.8 (3.38)                                        | 126.0 (4.96)                                       | 229.8 (9.05)                                       | 233.2 (9.18)                                       | 137.6 (5.42)                                       | 48.6 (1.91)                                        | 31.6 (1.24)                                        | 18.8 (0.74)                                        | 1,085.9 (42.75)                                    |
| 평균 강수일수 (≥ 0.1 mm)                                | 4.6                                                | 5.1                                                | 7.1                                                | 7.6                                                | 8.7                                                | 9.5                                                | 13.6                                               | 13.1                                               | 8.9                                                | 4.7                                                | 5.0                                                | 4.4                                                | 92.3                                               |
| 평균 상대 습도 (%)                                      | 56.8                                               | 56.2                                               | 57.0                                               | 56.1                                               | 60.3                                               | 67.7                                               | 74.7                                               | 75.0                                               | 74.2                                               | 68.9                                               | 65.0                                               | 59.9                                               | 64.3                                               |
| 평균 월간 일조시간                                      | 166.2                                              | 184.3                                              | 211.1                                              | 220.4                                              | 234.3                                              | 191.2                                              | 163.4                                              | 180.0                                              | 162.0                                              | 191.6                                              | 155.7                                              | 153.2                                              | 2,213.4                                            |
| 출처: 기상청 (평년값: 1991년~2020년, 극값: 1972년~현재) |                                                    |                                                    |                                                    |                                                    |                                                    |                                                    |                                                    |                                                    |                                                    |                                                    |                                                    |                                                    |                                                    |

## 지질
중생대에 형성된 경상 분지 한가운데에 위치한 영천시는 지질의 대부분이 퇴적암 지층인 경상 누층군으로 구성되어 있으며, 서부 팔공산과 북부 보현산 일부 지역에 중생대에 관입한 화강암이 분포한다.

## 행정 구역

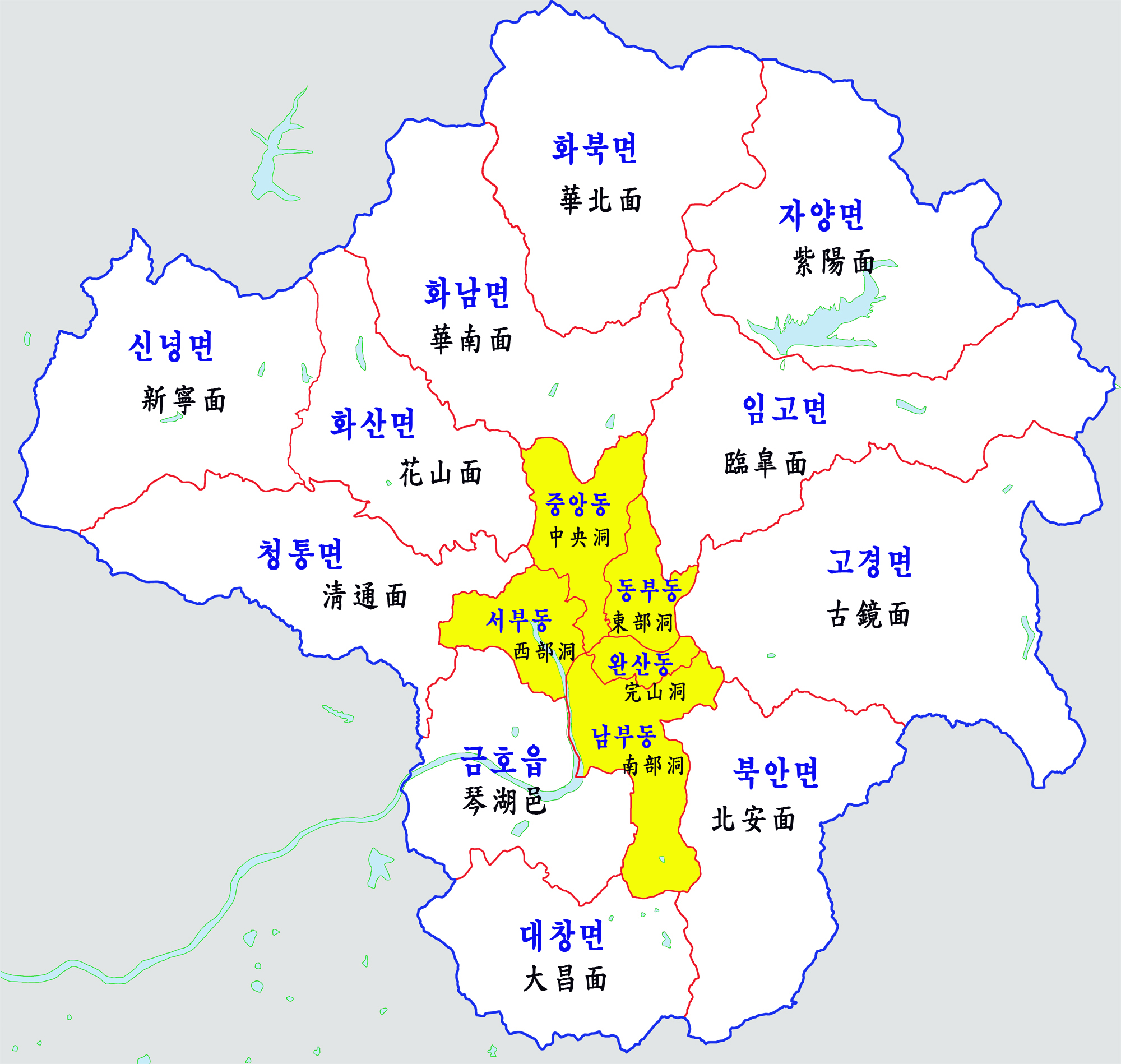
영천시의 행정구역

영천시의 행정구역은 1읍 10면, 5동으로 구성되어 있다. 영천시의 면적은 920.29 km2로 경상북도의 4.8%를 차지하고 있다. 인구는 2012년 12월말 기준으로 45,328세대 103,969명이다.
| 읍면동 | 한자   | 세대   | 인구   | 면적   |
| ------ | ------ | ------ | ------ | ------ |
| 금호읍 | 琴湖邑 | 5,936  | 12,465 | 51.55  |
| 청통면 | 淸通面 | 2,154  | 4,753  | 67.26  |
| 신녕면 | 新寧面 | 2,194  | 4,599  | 81.09  |
| 화산면 | 花山面 | 1,653  | 3,597  | 53.48  |
| 화북면 | 華北面 | 1,150  | 2,323  | 87.26  |
| 화남면 | 華南面 | 1,640  | 3,310  | 79.34  |
| 자양면 | 紫陽面 | 648    | 1,235  | 89.44  |
| 임고면 | 臨皐面 | 2,051  | 4,394  | 88.15  |
| 고경면 | 古鏡面 | 2,862  | 6,561  | 120.57 |
| 북안면 | 北安面 | 2,349  | 4,918  | 71.19  |
| 대창면 | 大昌面 | 1,594  | 3,464  | 50.93  |
| 동부동 | 東部洞 | 10,391 | 27,521 | 10.76  |
| 중앙동 | 中央洞 | 3,952  | 10,040 | 20.44  |
| 서부동 | 西部洞 | 2,630  | 5,801  | 16.64  |
| 완산동 | 完山洞 | 2,246  | 4,870  | 5.07   |
| 남부동 | 南部洞 | 1,878  | 4,118  | 27.17  |

## 인구
대구와 포항, 경주 도시권 발달로 인하여 감소되었기에 2000년대 후반부터 10만명으로 떨어졌다. 영천 지역 주민들이 대구 쪽으로 많이 전출되고 있지만 2016년에는 경주 지진이 발생되면서 경주, 포항 일원으로부터 전입한 인구가 다시 증가한 것으로 보인다.
- 영천시(에 해당하는 지역)의 연도별 인구 추이[12]

| 연도   | 총인구    |  |
| ------ | --------- |  |
| 1975년 | 184,497명 |  |
| 1980년 | 157,859명 |  |
| 1985년 | 139,999명 |  |
| 1990년 | 120,565명 |  |
| 1995년 | 113,511명 |  |
| 2000년 | 111,392명 |  |
| 2005년 | 104,012명 |  |
| 2010년 | 95,256명  |  |
| 2015년 | 97,669명  |  |
| 2017년 | 100,255명 |  |

## 문화·관광
- 보현산천문대

보현산 천문대는 경상북도 영천시 화북면에 있는 보현산 정상에 건설된 천문대이다. 한국천문연구원 산하의 천문학 연구 기관으로서, 한국에서 가장 큰 1.8m 반사망원경 및 태양 플레어 망원경 등 다수의 천체 관측 시설을 보유하고 있다.
- 수난이대, 나룻터 이야기로써 전쟁으로 인한 민중의 수난사를 서술한 소설가 하근찬 작가가 경상북도 영천시가 고향이다.

- 정각리 삼층석탑
- 임고서원
- 영천댐
- 은해사
- 거조암
- 시안미술관
- 만불사
- 영천 조양각
- 돌할매
- 도계서원

조선 3대 시가인으로 꼽히는 노계 박인로 선생의 위패를 모신 곳으로, 경상북도 유형문화재 제68호로 지정된 박노계집 판목이 보관되어 있다.
- 한약재전시관
- 운주산 승마자연휴양림

영천시가 임고면 황강리 73ha의 소나무 숲에 56억원을 들여 조성한 곳으로서, 숲속에서 쉬며 승마도 즐길 수 있다.

## 군사
- 화산유격장
- 육군3사관학교
- 제2탄약창

## 교육 기관
- 국공립대학교

|  | - 육군3사관학교 |

- 사립전문대학

|  | - 성덕대학교 |

- 고등학교

|  | - 영천고등학교 - 영천여자고등학교 - 금호여자고등학교 | - 경북식품과학마이스터고등학교 - 영동고등학교 - 선화여자고등학교 | - 영천성남여자고등학교 - 영천전자고등학교 - 금호공업고등학교 |

- 중학교

|  | - 영동중학교 - 신녕중학교 - 화산중학교 - 영안중학교 - 별빛중학교 | - 청통중학교 - 영천여자중학교 - 금호여자중학교 - 영천중학교 - 산동중학교 | - 금호중학교 - 성남여자중학교 |

- 초등학교

|  | - 영천동부초등학교 - 영천중앙초등학교 - 영천중앙초등학교 화남분교 - 영천초등학교 - 영화초등학교 - 포은초등학교 - 청통초등학교 | - 신녕초등학교 - 화산초등학교 - 화덕초등학교 - 자천초등학교 - 자천초등학교 보현분교 - 자천초등학교 상송분교 - 지곡초등학교 - 임고초등학교 | - 평천초등학교 - 고경초등학교 - 단포초등학교 - 북안초등학교 - 대창초등학교 - 금호초등학교 - 거여초등학교 |

- 특수학교

|  | - 경북영광학교 |

## 라디오방송
- CH 1번: FM 88.5 MHz - AFN EAGLE FM(팔공산)
- CH 2번: FM 89.1 MHz - 성서공동체FM(팔공산)
- CH 3번: FM 89.7 MHz - KBS 대구FM
- CH 4번: FM 91.9 MHz - 대구극동방송
- CH 5번: FM 93.1 MHz - cpbc 대구가톨릭평화방송
- CH 6번: FM 94.5 MHz - 대구불교방송
- CH 7번: FM 95.3 MHz - 대구MBC FM4U
- CH 8번: FM 96.5 MHz - 대구MBC 표준FM
- CH 9번: FM 98.3 MHz - 대구원음방송
- CH 10번: FM 99.3 MHz - TBC드림FM
- CH 11번: FM 101.3 MHz - KBS대구 제1라디오
- CH 12번: FM 102.3 MHz - KBS대구 제2라디오
- CH 13번: FM 103.1 MHz - 대구CBS
- CH 14번: FM 103.9 MHz - TBN 대구교통방송
- CH 15번: FM 105.1 MHz - EBS FM(팔공산)
- CH 16번: FM 107.5 MHz - 국악방송(팔공산)

## 교통

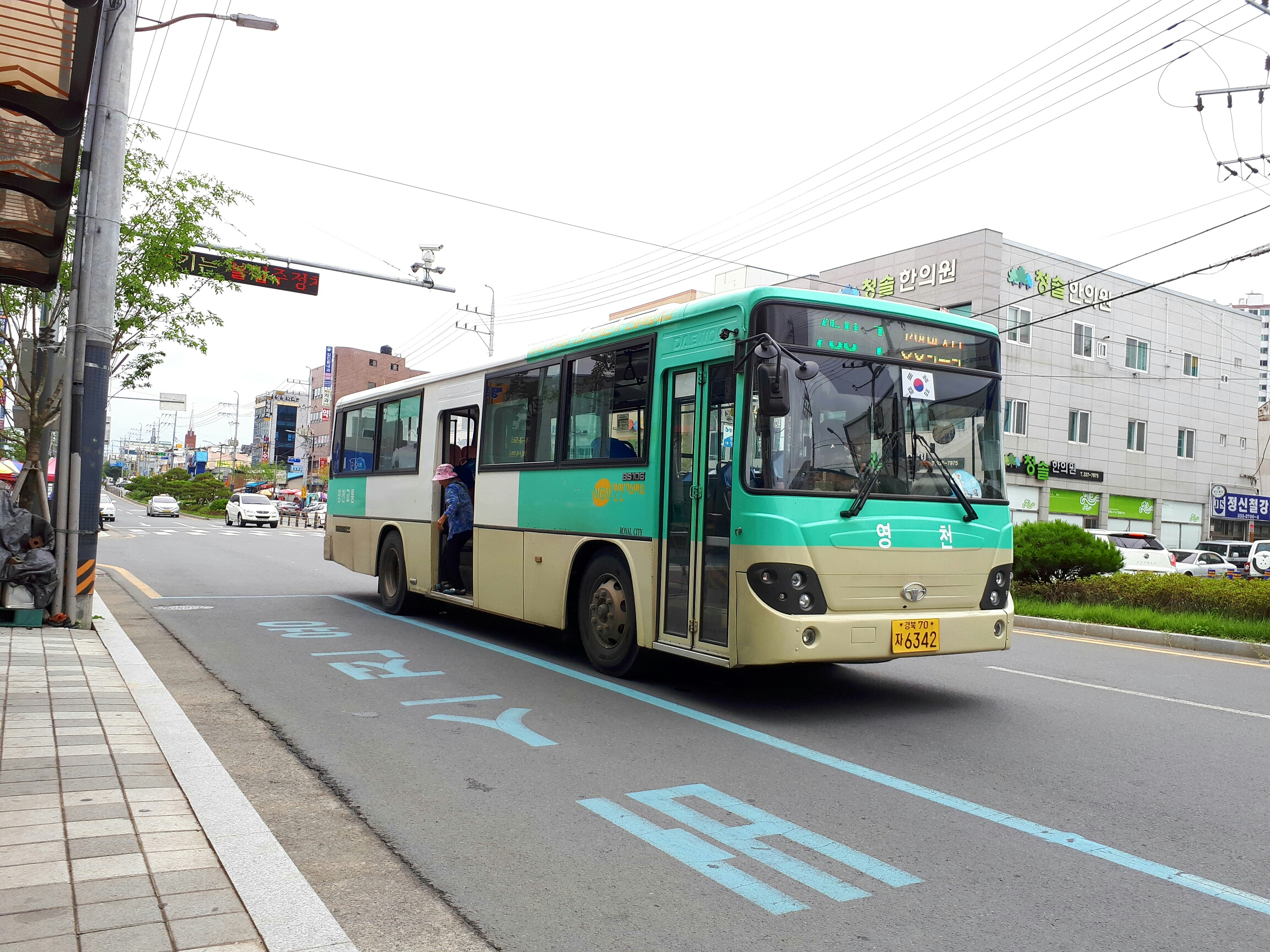
영천에서 운행하고 있는 시내버스로, 해당 노선 번호는 750-1번으로 되어 있다. 또한 해당 차량은 대차 직전에 운행된 것으로 추정된다.

### 철도
- 한국철도공사
  - 중앙선 : (모량·아화역) ← 영천역 - 북영천역 - 신녕역 ↔ (대구광역시 군위군) →(의성역·안동역)
  - 대구선 : (경산·하양역) ← 금호역 - 봉정역 - 영천역

### 도로
- 고속도로
  - 경부고속도로 : (경산시) ← 영천 분기점 - 영천 나들목 → (경주시)
  - 새만금포항고속도로 : (대구광역시) ← 청통와촌 나들목 - 화산 분기점 - 북영천 나들목 → (포항시)
  - 영천상주고속도로 : (대구광역시) ← 신녕 나들목 - 화산 분기점 - 동영천 나들목 - 북안 나들목 - 영천 분기점
- 국도
  - 국도 제4호선
  - 국도 제28호선
  - 국도 제35호선
- 국가지원지방도
  - 국가지원지방도 제69호선

### 시외버스
- 영천시외버스터미널

## 정치 · 행정

### 역대 시장
2023년 기준으로 영천시장은 제8회 전국동시지방선거를 통해 당선된 최기문이다.

### 역대 국회의원
현재 영천시의 국회의원은 이만희이다.

## 자매 도시
- 일본 아오모리현 구로이시시 - 1984년
- 미국 워싱턴주 시애틀 - 2000년
- 중화인민공화국 허난성 카이펑시 - 2005년
- 대한민국 경기도 용인시 - 2008년
- 대한민국 서울특별시 성동구 - 2008년
- 대한민국 대구광역시 수성구 - 2008년

## 같이 보기
- 대한민국의 설치순 도시 목록